# Cantabile (suite sinfónica)
Cantabile es una obra compuesta a partir de 2004, y hasta 2009, por Frederik Magle. Consiste en tres poemas —o movimientos— sinfónicos, basados en poemas escritos por el Príncipe Consorte Enrique de Dinamarca, publicados en su libro Cantabile. La suite Cantabile fue comisionada por la Familia real de Dinamarca, y el primer movimiento se estrenó en 2004. Los movimientos segundo y tercero fueron estrenados el 10 de junio de 2009, en un concierto en el auditorio de conciertos de Copenhague, celebrando el cumpleaños número 75 del príncipe Enrique. En ambas ocasiones, la música fue interpretada por la Orquesta sinfónica nacional Danesa, y coro, dirigidos por Thomas Dausgaard.
La música alterna entre la tristeza, la cual —según la biografía del Príncipe Consorte (2010)— al ser inesperada en una celebración de cumpleaños, causó malestar entre algunos de los invitados presentes en la primera función del Cortège & Danse Macabre, en 2009, y repentinos brotes de humor.
Además del texto original, escrito por el príncipe Enrique en francés, una traducción danesa, realizada por Per Aage Brandt, es utilizada también en la obra, y en algunos lugares, el francés y danés son cantados al mismo tiempo.

## Estructura
Los tres poemas/movimientos sinfónicos que conforman la suite son:
- Souffle le vent (basado en el poema Souffle le vent – Español: El viento sopla)
- Cortège & Danse Macabre (basado en el poema Cortège funèbre (con el subtítulo Danse Macabre) – Español: Procesión funeral / Danza macabra)
- Carillon (basado en el poema L'Angélus y Lacrymae mundi) – Español: El Angelus y Las lágrimas del mundo)

## Instrumentación
Orquestación:
3 Flautas (3.º: Piccolo),
2 Oboes (2.º: Corno inglés),
3 Clarinetes,
1 Clarinete bajo,
2 Fagot,
1 Contrafagot,
4 Trompas,
3 Trompetas,
3 Trombones,
1 Tuba,
Timbal,
3 Percusionistas,
Arpa,
Piano (solista, únicamente en el tercer movimiento),
Órgano,
Soprano (Solista),
Bajo-barítono (Solista),
Coro mixto (S,S,A,A,T,T,B,B),
Sección de cuerdas
En el Carillon, los bajos del coro requieren cantar el tono de la debajo de la clave de fa (27 notas por debajo de do central). Es particular el uso de un fémur de jirafa, utilizado como instrumento de percusión en Cortège & Danse Macabre.